# 日萬奇克河
日萬奇克河（烏克蘭語：Жванчик），是烏克蘭的河流，位於該國西部，屬於德涅斯特河的左支流，發源自克利諾韋附近，流經赫梅利尼茨基州，河道全長107公里，流域面積769平方公里。